# Nuciruptor
Nuciruptor es un género extinto de primate platirrino que habitó en América del Sur, clasificado dentro de la familia Pitheciidae.
La única especie del género N. rubricae, fue descrito a partir de un fragmento mandibular hallado en el sitio fosilífero La Venta en Colombia en estratos del Mioceno Medio hace aproximadamente 12,8 millones de años. Sus morfología dental lo clasifica dentro de la subfamilia Pitheciinae; está relacionado con la especie Cebupithecia sarmientoi, hallada en el mismo sitio. La misma morfología dental de Nuciruptor sugiere que se alimentaba de semillas como los pitecinos vivientes. Tenía un tamaño también similar a los pitecinos vivientes con un peso estimado de 2 kg.